# トラヴィス・ビーチャム
トラヴィス・ビーチャム（Travis Beacham, 1980年 - ）は、アメリカ合衆国の脚本家。

## 略歴
テネシー州クリーヴランドに生まれる。ノースカロライナ州立芸術大学を卒業。

## フィルモグラフィ
- Dog Days of Summer (2007) 脚本・原案
- タイタンの戦い(リメイク版) (2010) 脚本
- パシフィック・リム (2013) 原案・脚本
- エレクトリック・ドリームズ Philip K. Dick's Electric Dreams (2017) - 脚本
- カーニバル・ロウ (2019-2023) 原案・脚本・製作総指揮